# Hildegard Knef
Hildegard Knef (Ulm, 28 dicembre 1925 – Berlino, 1º febbraio 2002) è stata un'attrice, cantante e scrittrice tedesca.

## Biografia
Era la figlia di Hans Theodor Knef, commerciante di tabacco e procuratore, morto nel 1926 di sifilide, e Frieda Auguste Gröhn. Dopo la morte del padre, la madre nel 1933, si risposò col calzolaio e pellettiere Wilhelm Wulfestieg, da cui ebbe il figlio Heinz, noto jazzista, scomparso a 43 anni nell'agosto del 1978, in circostanze mai del tutto chiarite.
Hildegard Knef fu la prima attrice tedesca ad approdare a Hollywood nel secondo dopoguerra, ed è a tutt'oggi una delle pochissime artiste europee ad aver lavorato anche a Broadway, dove furoreggiò al fianco di Don Ameche dal febbraio 1955 all'aprile 1956 in ben 478 rappresentazioni di Silk Stockings, versione musicale di Cole Porter del celebre film Ninotchka di Ernst Lubitsch.
Interpretò il primo film tedesco del dopoguerra, Gli assassini sono tra noi, pellicola cult diretta nel 1946 da Wolfgang Staudte, e vinse nel 1948 il premio per la migliore interpretazione femminile al Festival di Locarno con il film Film ohne Titel, diretto da Rudolf Jugert. Dopo un primo soggiorno a Hollywood, rivelatosi frustrante e infruttuoso per la riluttanza dei produttori americani a far lavorare un'attrice tedesca a guerra appena conclusa, tornò in Germania per sostenere il ruolo principale in La peccatrice (1950) di Willi Forst, suscitando grande scandalo per una breve scena in cui appariva integralmente nuda.
Richiamata a Hollywood dalla 20th Century Fox che l'aveva messa sotto contratto (dopo aver modificato il suo nome in Hildegarde Neff), recitò al fianco di celebri attori in film importanti come I dannati (1951) di Anatole Litvak con Oskar Werner, Corriere diplomatico (1952) di Henry Hathaway con Tyrone Power, Le nevi del Chilimangiaro (1952) di Henry King con Gregory Peck. Tornata in Europa, affiancò James Mason in Accadde a Berlino (1953) di Carol Reed. In Francia intrecciò una breve relazione con Boris Vian e recitò in diversi film fra cui Henriette (1952) di Julien Duvivier e Landru (1963) di Claude Chabrol. Nel 1976 vinse il premio come miglior attrice al Festival internazionale del cinema di Karlovy Vary con il film Jeder Stirbt für Sich Allein, tratto dall'omonimo romanzo di Hans Fallada, e nel 1978 fu diretta da Billy Wilder in Fedora con William Holden. Apparve infine in un film horror italiano intitolato La casa 4 - Witchcraft (1988), diretto da Fabrizio Laurenti.
Come cantante fu attiva per più di mezzo secolo a partire dal 1951, venendo spesso paragonata a Marlene Dietrich. Colse il suo più grande successo nel 1968 con Für mich soll's rote Rosen regnen, un brano che rieseguì in una seconda versione nel 1992 duettando con gli Extrabreit: originariamente melodico, il pezzo fu trasformato in una canzone punk rock, accompagnata anche da un videoclip che rivela il notevole affiatamento tra la diva e la scatenata band della NDW, guidata da Kai Havaii.
La Knef pubblicò alcuni libri di memorie e una biografia su Romy Schneider, di cui era amica.
Malata di tumore, morì nel 2002 in un ospedale berlinese per una polmonite che aveva contribuito a peggiorare il quadro clinico.

## Vita privata
Hildegard Knef si sposò una prima volta nel 1947, per poi divorziare cinque anni dopo. Nel 1962 passò a nuove nozze, con l'attore David Anthony Palastanga, noto anche come David Cameron. I due ebbero una figlia, Christina Antonia. Dopo aver divorziato dal secondo marito la Knef si unì in matrimonio nel 1977 con Paul Freiher von Schell, che le rimase accanto sino alla fine.

## Filmografia parziale
- Träumerei, regia di Harald Braun (1944)
- Frühlingsmelodie, regia di Hans Robert Bortfeld (1945)
- Die Brüder Noltenius, regia di Gerhard Lamprecht (1945)
- Unter den Brücken, regia di Helmut Käutner (1946)
- Gli assassini sono tra noi (Die Mörder sind unter uns), regia di Wolfgang Staudte (1946)
- Film ohne Titel, regia di Rudolf Jugert (1948)
- La peccatrice (Die Sünderin), regia di Willi Forst (1951)
- I dannati (Decision Before Dawn), regia di Anatole Litvak (1951)
- Di notte sulle strade (Nachts auf den Straßen), regia di Rudolf Jugert (1952)
- Corriere diplomatico (Diplomatic Courier), regia di Henry Hathaway (1952)
- Le nevi del Chilimangiaro (The Snows of Kilimanjaro), regia di Henry King (1952)
- Notte di perdizione (Night Without Sleep), regia di Roy Ward Baker (1952)
- La mandragora (Alraune), regia di Arthur Maria Rabenalt (1952)
- Henriette (La Fête à Henriette), regia di Julien Duvivier (1952)
- Accadde a Berlino (The Man Between), regia di Carol Reed (1953)
- La collana della sfinge nera (Geständnis unter vier Augen), regia di André Michel (1954)
- I legionari (Madeleine und der legionär), regia di Wolfgang Staudte (1958)
- La ragazza di Amburgo (La Fille de Hambourg), regia di Yves Allégret (1958)
- Prigioniero del grattacielo (Subway in the Sky), regia di Muriel Box (1959)
- La strada dei giganti, regia di Guido Malatesta (1960)
- Lulù l’amore primitivo (Lulu), regia di Rolf Thiele (1962)
- Caterina di Russia, regia di Umberto Lenzi (1963)
- Landru, regia di Claude Chabrol (1963)
- Segretissimo spionaggio (Ballade pour un voyou), regia di Claude-Jean Bonnardot (1963)
- Spionaggio a Gibilterra (Gibraltar), regia di Pierre Gaspard-Huit (1964)
- Operazione Zanzibar (Mozambique), regia di Robert Lynn (1965)
- La nebbia degli orrori (The Lost Continent), regia di Michael Carreras (1968)
- Fedora, regia di Billy Wilder (1978)
- La casa 4 (La Casa 4 Whitchcraft), regia di Fabrizio Laurenti (1988)

## Doppiatrici italiane
- Lydia Simoneschi in Corriere diplomatico; Accadde a Berlino
- Andreina Pagnani in Le nevi del Chilimangiaro; Caterina di Russia
- Rina Morelli ne I dannati
- Tina Lattanzi in Notte di perdizione
- Benita Martini in La nebbia degli orrori
- Gabriella Genta in Fedora
- Anna Miserocchi in Top Secret

## Discografia

### Singoli
- 1951 Ein Herz ist zu verschenken / Jeden Abend stehe ich am Hafen
- 1952 Illusionen
- 1952 Das Lied vom einsamen Mädchen
- 1958 La fille de Hambourg
- 1958 Bal de Vienne (u. a.)
- 1958 Das Mädchen aus Hamburg
- 1959 A Nightingale Sang In Berkeley Square (u. a.)
- 1962 Er war nie ein Kavalier
- 1962 Aber schön war es doch
- 1963 Mackie Messer
- 1963 Es war beim Bal paré
- 1963 Heimweh nach dem Kurfürstendamm
- 1963 Eins und eins, das macht zwei
- 1964 Sei doch so wie damals
- 1964 Das geht beim ersten Mal vorbei
- 1965 In dieser Stadt
- 1966 Ich möchte am Montag mal Sonntag haben
- 1967 Das waren schöne Zeiten
- 1967 Einsam
- 1968 Für mich soll's rote Rosen regnen
- 1971 Christina
- 1972 Auntie (mit Enrico Macias, Sandra & Andres, Alice Babs, Demis Roussos, Vicky Leandros)
- 1974 Der alte Wolf
- 1976 Im Falle eines Falles
- 1979 Der Mensch muß unter die Leute
- 1986 Weißt du nicht mehr
- 1987 Ways Of Love (mit Glenn Yarbrough)
- 1992 Für mich soll's rote Rosen regnen (mit Extrabreit)
- 1993 Sag mir wo die Blumen sind
- 1995 Jene irritierte Auster / So oder so ist das Leben (mit Max Raabe und dem Palast Orchester)
- 1995 Eins und eins, das macht zwei (Special Mixed by DJ Stevie Steve)
- 1995 Von nun an ging's bergab (mit Engel Wider Willen)
- 1995 Lausche mit dem Herz
- 2002 Warum wohl (feat. Thomas S.; postum)
- 2002 Du bist mein Salz in der Suppe (Atex Candy Mix; postum)

### Album
- 1955 Cole Porter: Silk Stockings
- 1961 Hildegard Knef spricht Jean Cocteau: Die geliebte Stimme
- 1963 Die Dreigroschenoper
- 1963 So oder so ist das Leben
- 1964 Die großen Erfolge
- 1964 Hildegard Knef
- 1964 Seitensprünge nach Noten: Schauspieler singen Chansons (Ilse – Wedkind)
- 1964 Ihre großen Erfolge
- 1964 Illusionen
- 1964 Germany's Hildegard Neff
- 1965 Mrs. Dally (Heute ist Unabhängigkeitstag)
- 1965 Hildegard Knef spricht und singt Tucholsky
- 1965 Chansons mit Hildegard Knef
- 1966 Ich seh die Welt durch deine Augen
- 1966 So hat alles seinen Sinn
- 1966 Die neue Knef – Tournée LIVE
- 1966 Die große Knef
- 1967 Halt mich fest
- 1967 Hildegard Knef
- 1968 träume heißen du
- 1968 knef concert
- 1968 Na und …
- 1968 Der Mond hatte frei
- 1969 Love for Sale
- 1969 Die großen Erfolge 2
- 1970 knef
- 1970 Portrait in Musik
- 1970 Hildegard Knef liest: Der geschenkte Gaul – Bericht aus einem Leben
- 1970 Tapetenwechsel
- 1970 Grand Gala
- 1970 Hildegard Knef
- 1971 From Here On In It Gets Rough
- 1971 Worum geht's hier eigentlich?
- 1971 The World of Hildegard Knef
- 1971 Gestern – Heute
- 1972 Und ich dreh' mich nochmal um
- 1972 Texte, geschrieben und gelesen: Hildegard Knef
- 1973 Portrait in Gold
- 1974 Ich bin den weiten Weg gegangen
- 1975 Das Urteil – Hildegard Knef liest aus ihrem Roman
- 1975 Applaus
- 1975 Star für Millionen: Hildegard Knef
- 1976 Bei dir war es immer so schön
- 1976 Die großen Erfolge
- 1976 Grand Gala der Stars: Hildegard Knef
- 1977 Lausige Zeiten
- 1977 Goldene Serie: Hildegard Knef
- 1978 Heimweh-Blues
- 1978 Überall blühen Rosen
- 1979 Eins & Eins – Hildegard Knef, ihre großen Erfolge und das Orchester Bert Kaempfert
- 1979 Wereldsuccessen
- 1979 Profile: Hildegard Knef
- 1979 20 große Erfolge
- 1980 Da ist eine Zeit …
- 1980 Tournée, Tournée … Das Live-Album ihrer Konzertreise
- 1980 Motive: Hildegard Knef
- 1980 Star-Magazin: Hildegard Knef
- 1981 Portrait: Hildegard Knef
- 1984 Aber schön war es doch – 16 große Erfolge
- 1985 Ihre Freunde nennen sie Hilde
- 1985 Ihre 16 größten Erfolge
- 2002 The Reform Sessions

## Omaggi
- Nel 2009 il regista Kai Wessel ha girato un film sulla vita dell'attrice, Hilde.